# Заґужичкі
Заґужичкі (пол. Zagórzyczki) — село в Польщі, у гміні Дамниця Слупського повіту Поморського воєводства.
У 1975-1998 роках село належало до Слупського воєводства.